# Lampre (1990–2004)
Lampre (UCI kód: LAM) byl italský cyklistický Division I tým založený roku 1990. Stáj zanikla roku 2004 fúzí s týmem Saeco, po které vznikl jeden ze 4 italských týmů v nově vzniklé ProTour, Lampre–Caffita (nyní známý jako UAE Team Emirates XRG).

## Historie
Tým byl založen roku 1990 pod názvem Diana–Colnago–Animex. Jeho prvním sportovním ředitelem byl Pietro Algeri. Od následujícího roku stáj získala stabilního sponzora v laminátové společnosti Lampre vedené Romeem Mario Galbuserou.
První velké úspěchy stáji přinesl v roce 1993 Maurizio Fondriest (vítěz silničního závodu na mistrovství světa 1988), který na jaře ovládl Tirreno–Adriatico a Milán – San Remo. Ve stejném roce vyhrál sprinter Džamolidin Abdužaparov tři etapy a zelený trikot na Tour de France. K těmto třem etapám přidal tým další čtyři na Vueltě (Džamolidin ovládl tři etapy a čtvrtou přidal Serguei Outschakov).
V roce 1996 se tým kvůli odchodu Lampre přejmenoval na Panaria–Vinavil. Ve stejném roce Pavel Tonkov zvítězil na Giro d'Italia.
Na konci sezóny se však tým rozpadl a počínaje sezónou 1997 přešlo 9 jezdců, včetně samotného Tonkova, a tři manažeři (Algeri, Maurizio Piovani a Giuseppe Saronni) do nového „supertýmu“ Mapei.
Roku 1999 se tým, i díky sponzorům Daikin a Colnago, po dvou letech osamostatnil. Generálním manažerem byl jmenován Saronni, sportovními řediteli byli Algeri a Piovani. Tým byl postaven kolem Oscara Camenzinda, Franca Balleriniho a sedmi jezdců z „jádra“ samotného Mapei.
V roce 2000 tým podepsal Gilberta Simoniho, který následující rok zvítězil na Giro d'Italia. V tomto roce se vyznamenal také český sprinter Ján Svorada, který vyhrál na Elysejských polích poslední etapu Tour de France.
Na konci sezóny 2004 se majitel Lampre, Romeo Galbusera a majitel Saeca Sergio Zappella rozhodli sloučit svoje týmy a vytvořit tak novou stáj, která měla soutěžit v nově vzniklé ProTour, Lampre–Caffita.

## Tabulka umístění na Grand Tours
| Umístění nejlépe umístěného jezdce týmu |      |      |      |      |      |      |      |      |      |      |      |      |      |
| Grand Tour                              | 1990 | 1991 | 1992 | 1993 | 1994 | 1995 | 1996 | 1999 | 2000 | 2001 | 2002 | 2003 | 2004 |
| Giro d'Italia                           | 20   | 16   | 7    | 5    | 4    | 6    | 1    | 11   | 3    | 1    | 4    | 6    | 7    |
| Tour de France                          | –    | –    | –    | 73   | 6    | 81   | 36   | 50   | –    | 52   | 3    | –    | –    |
| Vuelta a España                         | DNF  | –    | –    | 46   | –    | –    | –    | 22   | 22   | 36   | 31   | 52   | 23   |

## Češi a Slováci v týmu
- Ján Svorada (1991–1996 a 1999–2004)[6]
- Pavel Padrnos (1999)[7]
- Milan Kadlec (2002–2003)[8]